# Hronská Breznica
Hronská Breznica (em alemão:Bresnitz; em húngaro: Garamberzence) é um município da Eslováquia, situado no distrito de Zvolen, na região de Banská Bystrica. Tem 9,52 km² de área e sua população em 2018 foi estimada em 255 habitantes.

## Demografia
| Ano:        | 1994 | 2004    | 2014   | 2024   |
| ----------- | ---- | ------- | ------ | ------ |
| Broj ljudi: | 258  | 286     | 261    | 251    |
| Razlika:    |      | +10,85% | -8,74% | -3,83% |

| Ano:               | 2023 | 2024   |
| ------------------ | ---- | ------ |
| Número de pessoas: | 244  | 251    |
| Diferença:         |      | +2,86% |